# UCI Oceania Tour 2015
Navigation
Édition précédente Édition suivante
L'UCI Oceania Tour 2015 est la onzième édition de l'UCI Oceania Tour, l'un des cinq circuits continentaux de cyclisme de l'Union cycliste internationale. Il est composé de sept compétitions organisées du 28 janvier au 28 février 2015 en Océanie.

## Calendrier des épreuves

### Janvier
| Date | Course                    | Pays             | Classe | Vainqueur     | Équipe        |
| ---- | ------------------------- | ---------------- | ------ | ------------- | ------------- |
| 28-1 | New Zealand Cycle Classic | Nouvelle-Zélande | 2.2    | Taylor Gunman | Avanti Racing |

### Février
| Date | Course                                            | Pays             | Classe | Vainqueur       | Équipe                               |
| ---- | ------------------------------------------------- | ---------------- | ------ | --------------- | ------------------------------------ |
| 1    | Cadel Evans Great Ocean Road Race                 | Australie        | 1.1    | Gianni Meersman | Etixx-Quick Step                     |
| 4-8  | Herald Sun Tour                                   | Australie        | 2.1    | Cameron Meyer   | Orica-GreenEDGE                      |
| 13   | Championnats d'Océanie - contre-la-montre         | Australie        | CC     | Michael Hepburn | Équipe nationale d'Australie         |
| 13   | Championnats d'Océanie - contre-la-montre espoirs | Australie        | CC     | Harry Carpenter | Équipe nationale d'Australie         |
| 15   | Championnats d'Océanie - course en ligne          | Australie        | CC     | Taylor Gunman   | Équipe nationale de Nouvelle-Zélande |
| 28   | REV Classic                                       | Nouvelle-Zélande | 1.2    | Patrick Bevin   | Avanti Racing                        |

## Classements finals
| Rang | Coureur            | Pays             | Points |
| ---- | ------------------ | ---------------- | ------ |
| 1    | Taylor Gunman      | Nouvelle-Zélande | 152    |
| 2    | Patrick Bevin      | Nouvelle-Zélande | 135    |
| 3    | Joseph Cooper      | Nouvelle-Zélande | 100    |
| 4    | Jordan Kerby       | Australie        | 74     |
| 5    | Jason Christie     | Nouvelle-Zélande | 72     |
| 6    | Thomas Davison     | Nouvelle-Zélande | 46     |
| 7    | James Oram *       | Nouvelle-Zélande | 46     |
| 8    | Daniel Barry       | Nouvelle-Zélande | 44     |
| 9    | Sam Horgan         | Nouvelle-Zélande | 30     |
| 10   | Neil Van der Ploeg | Australie        | 29     |

| Rang | Équipe                      | Pays             | Points |
| ---- | --------------------------- | ---------------- | ------ |
| 1    | Avanti Racing               | Nouvelle-Zélande | 546    |
| 2    | Drapac                      | Australie        | 155    |
| 3    | Budget Forklifts            | Australie        | 142    |
| 4    | Axeon                       | États-Unis       | 46     |
| 5    | Data3 Symantec Racing-Scody | Australie        | 30     |
| 6    | Charter Mason Giant Racing  | Australie        | 25     |
| 7    | Hincapie Racing             | États-Unis       | 20     |
| 8    | NFTO                        | Royaume-Uni      | 19     |
| 9    | UnitedHealthcare            | États-Unis       | 14     |
| 9    | MTN-Qhubeka                 | Afrique du Sud   | 14     |

| Rang | Pays             | Points  |
| ---- | ---------------- | ------- |
| 1    | Nouvelle-Zélande | 1 215,4 |
| 2    | Australie        | 775     |

| Rang | Pays             | Points |
| ---- | ---------------- | ------ |
| 1    | Australie        | 363,5  |
| 2    | Nouvelle-Zélande | 308,4  |